# شیلینگ اتریش
شیلینگ اتریش (به انگلیسی: Austrian schilling) (به زبان بومی: Österreichischer Schilling) و کد ایزوی ATS، یکای پول رایج در کشور اتریش است. مسولیت کنترل این یکای پول با بانک ملی اتریش است.